# Ptenín
Ptenín (en allemand : Ptenin) est une commune du district de Plzeň-Sud, dans la région de Plzeň, en République tchèque. Sa population s'élevait à 203 habitants en 2022.

## Géographie
Ptenín se trouve à 12 km à l'ouest-sud-ouest de Přeštice, à 27 km au sud-sud-ouest de Plzeň et à 109 km au sud-ouest de Prague.
La commune est limitée par Buková au nord-ouest, par Merklín au nord, par Otěšice et Biřkov à l'est, par Křenice au sud, et par Srbice à l'ouest.

## Histoire
La première mention écrite de la localité date de 1227.

## Administration
La commune se compose de deux sections formant une seule division cadastrale :
- Ptenín
- Újezdec

## Galerie

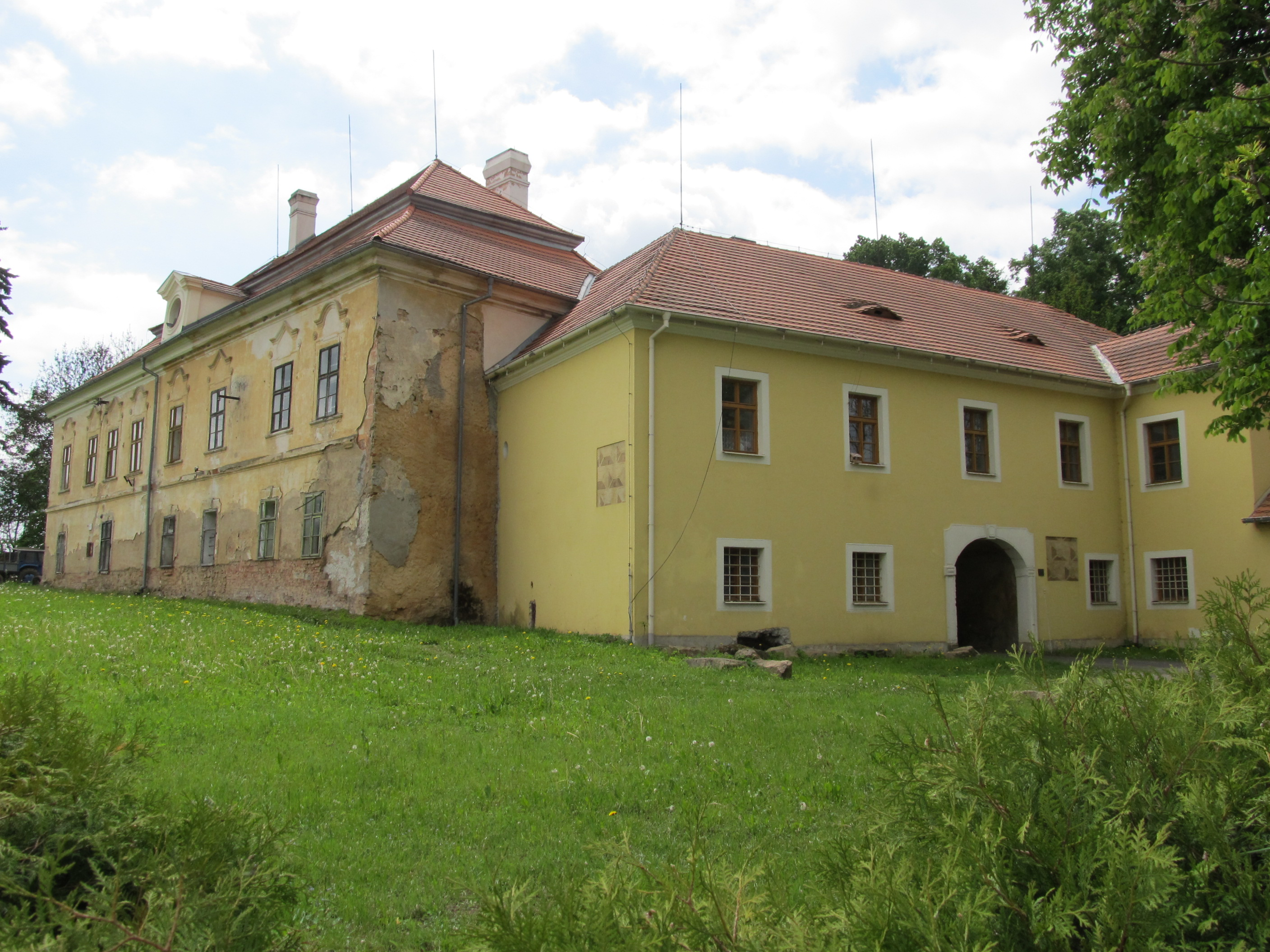
Château de Ptenín.
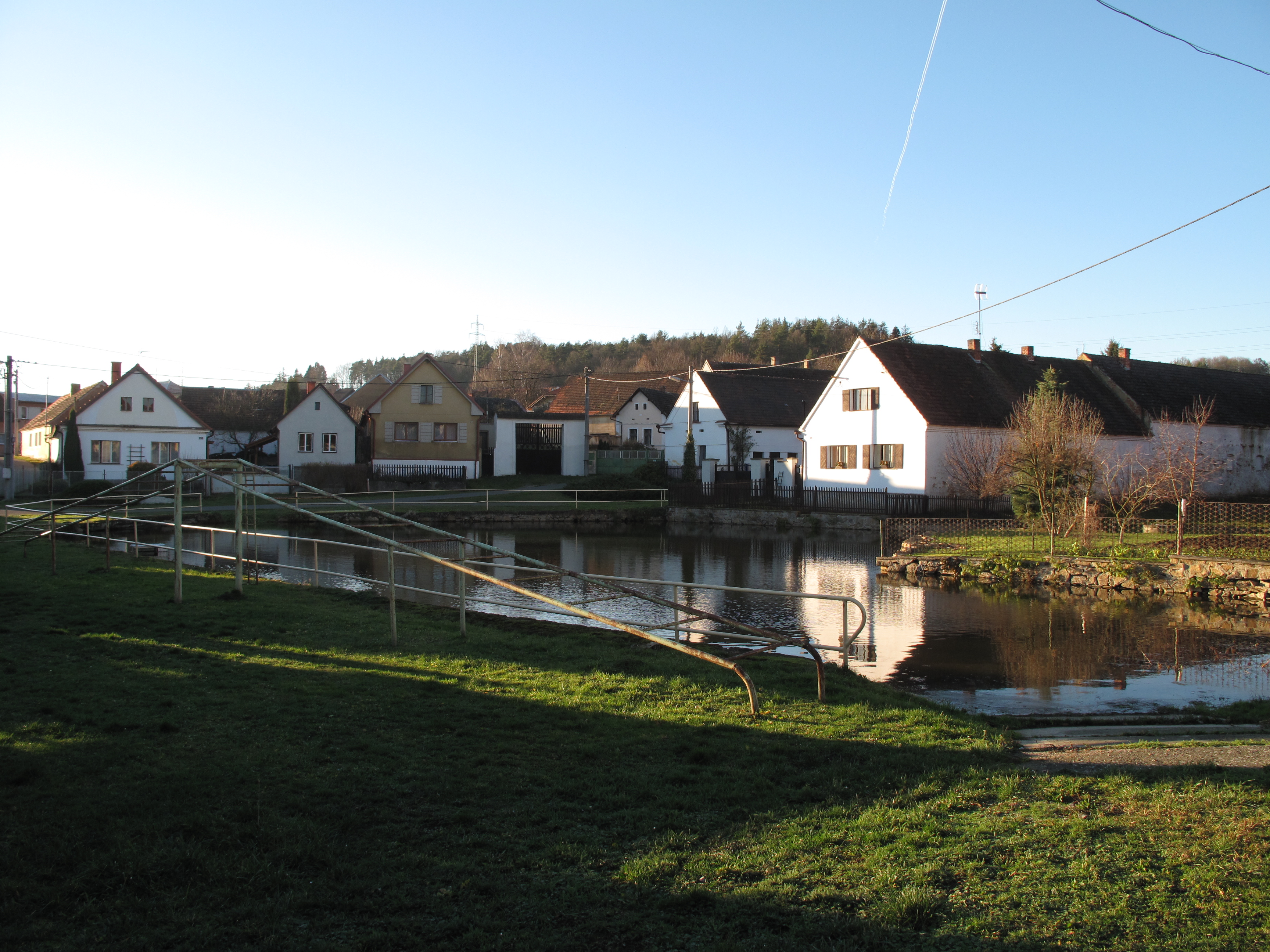
Ptenín : étang.

## Transports
Par la route, Ptenín se trouve à 13 km de Přeštice, à 34 km de Plzeň et à 123 km de Prague.